# Ichneumon daisetsuzanus
Ichneumon daisetsuzanus là một loài tò vò trong họ Ichneumonidae.